# Zhang Qian
Zhang Qian (Chang Chien; pinyin : Zhāng Qiān; 張騫 pronunciato), scritto a volte Chang Ki Yen, (Hanzhong, 195 a.C. – Cina, 114 a.C.) è stato un emissario imperiale nel mondo esterno alla Cina nel II secolo a.C., nel periodo della dinastia Han.
Fu il primo diplomatico ufficiale a riportare informazioni affidabili riguardanti l'Asia centrale alla corte imperiale cinese, allora guidata dall'imperatore Han Wudi, e giocò un importante ruolo nella colonizzazione cinese e nella conquista della regione oggi nota come Xinjiang.
I viaggi di Zhang Qian sono legati alla principale via commerciale intercontinentale, la Via della seta. Le sue missioni aprirono alla Cina i molti regni ed i prodotti di parte del mondo per loro ancora sconosciuto. I racconti di Zhang Qian delle sue esplorazioni in Asia centrale vengono descritti nelle prime cronache Han, lo Shiji, scritto da Sima Qian nel I secolo a.C. Le tratte dell'Asia centrale della Via della seta si espansero attorno al 114 a.C. soprattutto grazie alle missioni ed alle esplorazioni di Zhang Qian. Zhang Qian è considerato un eroe nazionale e viene lodato per il ruolo chiave giocato nell'apertura della Cina al commercio internazionale. Zhang Qian è raffigurato nel Wu Shuang Pu di Jin Guliang (無雙譜, Tavola degli eroi incomparabili).

## Missioni di Zhang

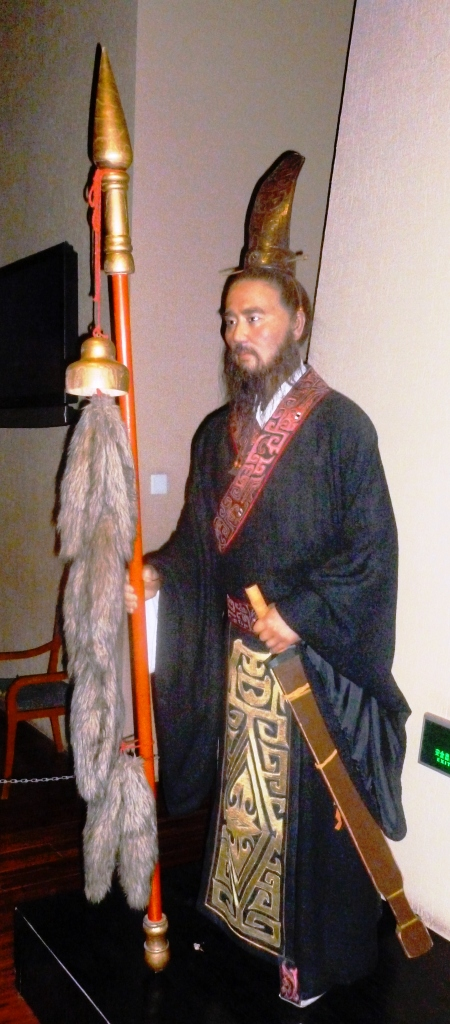
Statua di Zhang Qian nel museo di storia di Shaanxi, Xi'an

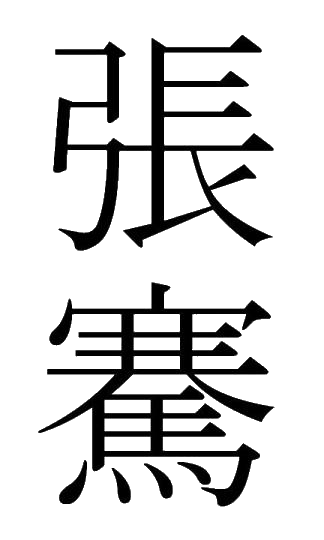
Hanzi per Zhang Qian

Zhang Qian nacque nel distretto di Chenggu poco ad est di Hanzhong nella provincia centro settentrionale di Shaanxi, in Cina. Si trasferì nella capitale Chang'an, oggi Xi'an, tra il 140 a.C. ed il 134 a.C. come gentiluomo (郎), al servizio dell'imperatore Wu della dinastia Han. A quel tempo le tribù nomadi Xiongnu controllavano quella che oggi è la Mongolia Interna e dominavano sulle regioni occidentali, Xiyu (西域 ), confinanti con la dinastia Han. L'imperatore Han era interessato alla creazione di relazioni commerciali con le terre lontane, ma il contatto col mondo esterno era impedito dagli Xiongnu ostili.
La corte Han inviò Zhang Qian, ufficiale militare che conosceva bene gli Xiongnu, nelle regioni occidentali nel 138 a.C. con un gruppo di 99 membri per allearsi con gli Yuezhi contro gli Xiongnu. Fu accompagnato da una guida di nome Ganfu (甘父), uno Xiongnu catturato in guerra. L'obiettivo della prima missione di Zhang Qian era la firma di un'alleanza militare con gli Yuezhi dell'attuale Tagikistan. Per giungere nel territorio degli Yuezhi era obbligato ad attraversare le terre degli Xiongnu che lo catturarono assieme a Ganfu, schiavizzandolo per dieci anni. In questo periodo sposò una Xiongnu che gli diede un figlio, e si guadagnò la fiducia del capo.
Zhang e Ganfu (così come moglie e figlio di Zhang) riuscirono a fuggire, oltrepassarono il Lop Nur e costeggiarono il confine settentrionale del bacino del Tarim, aggirarono i monti Kunlun e superarono piccole aree fortificate nelle oasi dell'attuale Xinjiang finché non raggiunsero Dayuan e da qui la terra degli Yuezhi. Gli Yuezhi erano un popolo di agricoltori che produceva forti cavalli e molti raccolti sconosciuti come la alfa-alfa, mangime per animali. Gli Yuezhi erano troppo sedentari per desiderare una guerra contro gli Xiongnu. Zhang passò un anno in territorio Yuezhi e battriano, documentandone le culture, gli stili di vita e le economie prima di fare ritorno in Cina, stavolta seguendo il confine meridionale del bacino del Tarim.
Durante il viaggio di ritorno fu catturato di nuovo dagli Xiongnu che gli risparmiarono la vita rispettandone il senso del dovere e la compostezza di fronte alla morte. Due anni dopo il capo Xiongnu morì e approfittando del caos Zhang Qian fuggì. Degli oltre cento uomini che avevano preso parte alla missione, solo Zhang Qian e Ganfu fecero ritorno.
Zhang Qian tornò nel 125 a.C. con notizie dettagliate per l'imperatore, dimostrando che ad ovest esistevano civiltà avanzate con le quali la Cina avrebbe potuto sviluppare relazioni. Lo Shiji afferma che "l'imperatore scoprì l'esistenza di Dayuan, Daxia, Anxi e degli altri stati ricchi di prodotti in cui le persone coltivavano la terra e vivevano in modo simile ai cinesi. Tutti questi stati, gli fu detto, erano militarmente deboli e apprezzavano i beni e la ricchezza Han". Al suo ritorno in Cina, a Zhang Qian fu assegnato un incarico come consigliere di palazzo. Nonostante non fosse riuscito a sviluppare relazioni commerciali tra la Cina e le terre lontane, i suoi sforzi permisero di intraprendere il commercio con gli Wusun nel 119 a.C., e tramite loro con la Persia.
Durante il suo viaggio Zhang Qian scoprì i prodotti di un'area oggi identificabile con l'India settentrionale. Rimase comunque la necessità di trovare una rotta commerciale per l'India non bloccata dagli Xiongnu. Zhang Qian organizzò una seconda missione per la costituzione di una rotta commerciale tra Cina e India tramite il Sichuan, ma dopo molti tentativi rinunciò. Nel 119-115 a.C. Zhang Qian fu mandato in una terza missione a sviluppare legami con i Wusun.

## Resoconti di Zhang Qian
I resoconti dei viaggi di Zhang Qian vengono riportati in gran parte nelle cronache del I secolo a.C. Shiji di Sima Qian. Zhang Qian visitò in prima persona il regno di Dayuan in Fergana, i territori degli Yuezhi in Transoxiana, la Battria di Da Xia con i resti del regno greco-battriano ed il Kangju (康居). Scrisse anche degli stati vicini che non visitò, come Anxi (territori Arsacidi), Tiaozhi (Mesopotamia?), Shendu (Pakistan) e i Wusun.

### Dayuan (Ferghana)

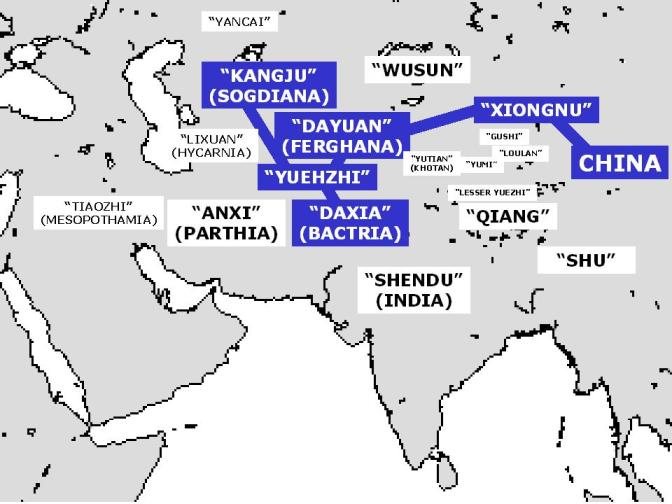
Stati descritti nei resoconti di Zhang Qian. Gli stati visitati sono evidenziati in blu

Zhang Qian iniziò con uno scritto del primo stato che visitò (dopo la prigionia tra gli Xiongnu), i Dayuan in Fergana, ad ovest del bacino del Tarim. Furono da lui considerati sofisticati abitanti urbani, come Parti e Battriani. Il nome Dayuan (che significa Grande Yuan) potrebbe essere una traslitterazione del termine Yona usato per designare i Greci che occuparono la regione dal IV al II secolo a.C.
(Shiji, 123, citazione di Zhang Qian, trad. Burton Watson)

### Yuezhi (Tocari?)
Dopo aver ottenuto l'aiuto del re dei Dayuan, Zhang Qian si diresse a sudovest nel territorio degli Yuezhi, con i quali avrebbe dovuto stringere un'alleanza militare contro gli Xiongnu.
(Adattato da Shiji, 123, citazione di Zhang Qian, trad. Burton Watson)
Zhang Qian descrive anche l'origine degli Yuezhi, spiegando che arrivano dalla parte orientale del bacino del Tarim, spiegazione che ha portato gli storici a collegarli alle mummie europoidi ed ai Tocari indoeuropei originari della stessa zona:
(Shiji, 123, citazione di Zhang Qian, trad. Burton Watson)
Un piccolo gruppo di Yuezhi, i "Piccoli Yuezhi", non furono in grado di seguire l'esodo e si dice che si siano rifugiati tra i "barbari Qiang".

### Da Xia (Battria)
Zhang Qian fu probabilmente testimone dell'ultimo periodo del regno greco-battriano, poi soggiogato dai nomadi Yuezhi. Rimanevano solo pochi capi senza nessun potere, apparentemente vassalli dell'orda Yuezhi. La loro civiltà era urbana, quasi identica alle civiltà di Anxi e Dayuan, e la popolazione era numerosa.
(Shiji, 123, citazione di Zhang Qian, trad. Burton Watson)

### Shendu (Pakistan)
Zhang Qian parla anche dell'esistenza di un Pakistan a sudest della Battria. Il nome Shendu (身毒) deriva dal sanscrito "Sindhu", che indica il fiume Indo del Pakistan. Il Sindh era una delle regioni più ricche dell'India in quel periodo, governato dal regno indo-greco, che spiega le similitudini culturali tra Battria e India:
(Shiji, 123, citazione di Zhang Qian, trad. Burton Watson)

### Anxi
Zhang Qian identifica gli "Anxi" come una civiltà urbana avanzata, come Dayuan (Ferghana) e Da Xia (Bactria). Il nome "Anxi" è una trascrizione di "Arshak" (Arsace), nome del fondatore dell'impero partico che governò la regione lungo la Via della seta tra il fiume Hari Rud ad est ed il Tigri ad ovest, e che era composta da Aria, Partia e Media.
(Shiji, 123, citazione di Zhang Qian, trad. Burton Watson)

### Tiaozhi
La descrizione della Mesopotamia fatta da Zhang Qian è vaga. Non la visitò personalmente, e poté solo scrivere quello che altri gli dicevano.
(Adattato da Shiji, 123, citazione di Zhang Qian, trad. Burton Watson)

### Kangju (康居) nordovest di Sogdiana (粟特)
Zhang Qian visitò la zona di Sogdiana (Kangju), terra dei nomadi Sogdiani:
(Shiji, 123, citazione di Zhang Qian, trad. Burton Watson)

### Yancai 奄蔡
(Shiji, 123, citazione di Zhang Qian, trad. Burton Watson)

## Sviluppo dei contatti est-ovest
Dopo l'ambasciata ed il racconto di Zhang Qian, le relazioni commerciali tra Cina e Asia centrale e occidentale divennero fiorenti, e furono molte le missioni cinesi inviate a cavallo del II e del I secolo a.C. che portarono alla nascita della Via della seta:
(Shiji, trad. Burton Watson)
Furono subito scambiati molti oggetti, e si giunse fino a Canton ad est, come testimoniato dalla scoperta di una scatola e di vari manufatti in Persia originari dell'Asia centrale nella tomba del 122 a.C. di re Zhao Mo di Nanyue.

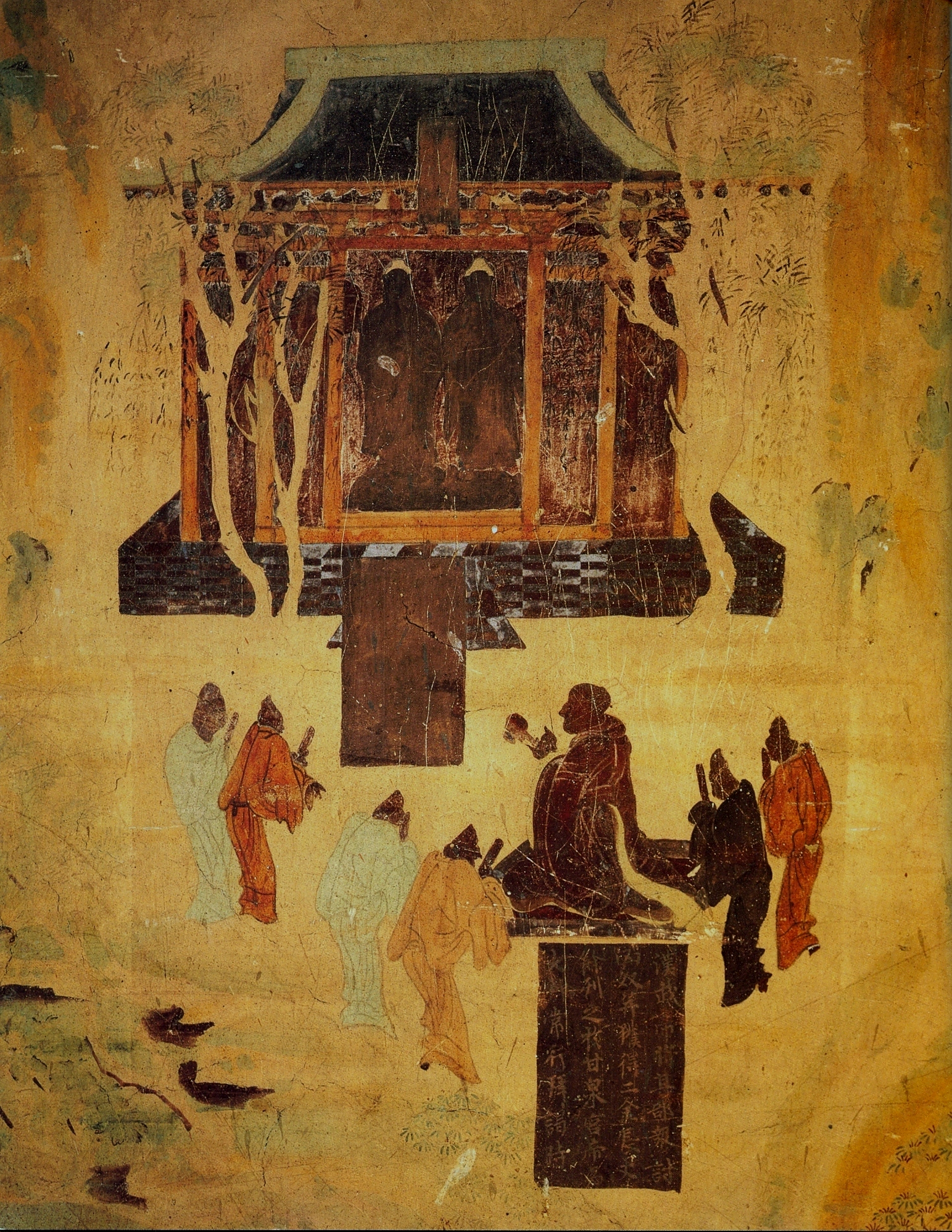
Murale dell'VIII secolo nelle grotte di Mogao raffigurante la leggenda pseudostorica dell'imperatore Han Wudi mentre adora statue dorate del Buddha conquistate nel 121 a.C.

I graffiti delle grotte di Mogao in Dunhuang raffigurano l'imperatore Han Wudi (156-87 a.C.) mentre adora statue del Buddha, descritte come "uomini dorati portati nel 120 a.C. da un grande generale Han nelle sue campagne contro i nomadi", anche se non ci sono altri riferimenti al culto del Buddha da parte di Han Wudi nella letteratura storica cinese.
La Cina mandò una missione anche dagli Anxi, seguita da reciproche missioni da parte degli emissari Parti attorno al 100 a.C.:
(Adattato da Shiji, 123, trad. Burton Watson)
Lo storico romano Floro descrive la visita di numerosi emissari, tra cui i Seri (cinesi o centro asiatici) al primo imperatore romano Augusto, che regnò tra il 27 a.C. e il 14 d.C.:
("Cathay and the way thither", Henry Yule)
Nel 97 il generale cinese Ban Chao mandò un inviato a Roma, Gan Ying.
Seguirono numerose ambasciate romane in Cina a partire dal 166, ufficialmente registrate nelle cronache cinesi.

## Morte
Lo Shiji afferma che Zhang Qian tornò dalla sua ultima spedizione presso gli Wusun nel 115 a.C. Dopo il rientro "fu onorato con la carica di gran messaggero, facendolo diventare uno dei nove più alti ministri del governo. Circa un anno dopo morì".
(Ch'en Chih (1959), p. 162." Hulsewé and Loewe (1979), p. 218, nota 819)

## Altre imprese
Dalle sue missioni portò in patria molti importanti oggetti, tra cui i semi di alfa-alfa (mangime per cavalli), cavalli più forti con zoccoli duri e la conoscenza dell'ampia esistenza di nuovi prodotti, persone e tecnologie nel mondo esterno. Morì attorno al 113 a.C. dopo aver passato 25 anni in viaggio in terre pericolose. Nonostante durante la vita sia stato malvisto per il fatto di essere stato sconfitto dagli Xiongnu, al momento della morte gli furono concessi grandi onori dall'imperatore.
I viaggi di Zhang Qian promossero una grande quantità di scambi economici e culturali tra la dinastia Han e le Regioni Occidentali. Dato che la seta era il prodotto più commerciato dalla Cina, questa grande rotta commerciale divenne poi famosa col nome di Via della seta.